# Liga de Futebol Americano Profissional do México
A Liga de Futebol Americano Profissional do México (LFA) é a principal liga de futebol americano do México, foi fundada em 2016, sua final é chamada de Tazón México.

## Times
| Divisão | Time       | Cidade                      | Estádio                      | Capacidade | Primeira temporada | Técnico principal   |
| ------- | ---------- | --------------------------- | ---------------------------- | ---------- | ------------------ | ------------------- |
| Norte   | Dinos      | Saltillo, Coahuila          | Olímpico Francisco I. Madero | 7,000      | 2017               | Javier Adame        |
| Norte   | Fundidores | Monterrey, Nuevo León       | Estadio Borregos             | 10,057     | 2017               | Carlos Strevel      |
| Norte   | Pioneros   | Querétaro, Querétaro        | Unidad Deportiva El Pueblito | 4,000      | 2020               | Rassielh López      |
| Norte   | Raptors    | Naucalpan, Estado do México | Estadio José Ortega Martínez | 3,700      | 2016               | Guillermo Gutiérrez |
| Central | Artilleros | Puebla de Zaragoza, Puebla  | Estadio Universitario BUAP   | 19,283     | 2019               | Gustavo Torres      |
| Central | Condors    | Cidade do México            | ITESM Santa Fe               | 2,500      | 2016               | Félix Buendía       |
| Central | Mexicas    | Cidade do México            | Estadio Perros Negros        | 2,500      | 2016               | Héctor Toxqui       |
| Central | Osos       | Toluca, Estado do México    | Universidad Siglo XXI        | 4,000      | 2019               | Horacio García      |

## Tazón México

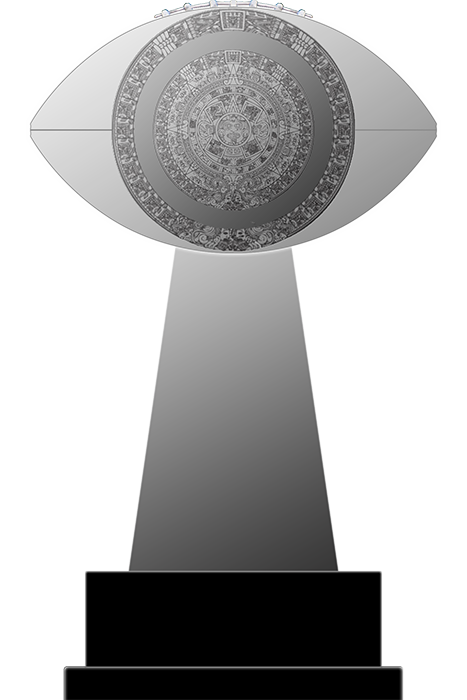
Tazon México trophy

| Season | Champion | Score | Runner Up |
| ------ | -------- | ----- | --------- |
| 2016   | Mayas    | 29–13 | Raptors   |
| 2017   | Mayas    | 24–18 | Dinos     |
| 2018   | Mexicas  | 17–0  | Raptors   |
| 2019   | Condors  | 20–16 | Raptors   |